# Carlsbad (California)
Carlsbad, fundada en 1952, es una ciudad del condado de San Diego en el estado estadounidense de California. En el año 2010 tenía una población de 106.804 habitantes. Carlsbad fue incorporada en 1952, para generar fondos para conectar las tuberías de agua hasta el condado de San Diego y para evitar su anexión con Oceanside.
El cuidado del medio ambiente es una gran preocupación de la ciudad. La ciudad ha promulgado una ordenanzas que protege el hábitat salvaje, siendo una de las primeras ordenanzas en el estado de California. La ciudad también se ha comprometido a preservar y proteger una cierta cantidad de tierra dentro de sus límites evitando su urbanización.
Por su ubicación, baja densidad de población y el alto nivel educativo en su distrito escolar, la ciudad es conocida por su alta calidad de vida. Por lo tanto, las casas tienden a ser más caras comparadas con las de otras ciudades. En el ranking anual de la Revista Forbes de los «Códigos postales más caros» en los EE. UU. la ciudad de Carlsbad fue catalogada como uno de los códigos postales más caros. En un reciente artículo publicado por la revista «San Diego's Riviera», la revista indicó que las casas más caras del condado de San Diego, se encontraban en Rancho Santa Fe con un promedio de más de 2 millones de dólares por casa. El valor promedio de las casas en La Jolla es de 1.4 millones de dólares y Carlsbad es de un poco más de 1 millón de dólares.

## Historia
En la historia de Carlsbad han influido diversos factores, y cada grupo de población que se estableció en el área ha realizado su aporte.
La documentación histórica de Carlsbad se remonta a la «Sagrada Expedición» española realizada en 1769 por el padre franciscano fray Junípero Serra y el comandante militar español Gaspar de Portola. Esta fue la primera exploración del interior de California autorizada por España. La colonización de las Américas por España comenzó en 1492 con la llegada de Colón y su descubrimiento de las Indias Occidentales. En 1493 el toro papal del Papa Alejandro VI «en tierra cetera divina» dividió los territorios del Nuevo Mundo entre España y Portugal. La decisión del Papa Alejandro VI le dio a España permiso para embarcarse en 300 años de exploración, conquista y colonización en los Américas. El único contacto previo entre California y España había ocurrido en 1542 cuando Juan Rodríguez Cabrillo condujo una breve misión exploratoria. Cabrillo desembarcó en San Diego y recorrió la zona. Excepto por este hecho, España prácticamente se olvidó de California por más de 200 años, concentrándose en sus activos más lucrativos en México y Perú. El rendimiento de las minas de oro y plata en estos dos territorios centraron el interés de España y fomentaron su economía mientras causaban una gran inflación en el resto de Europa.

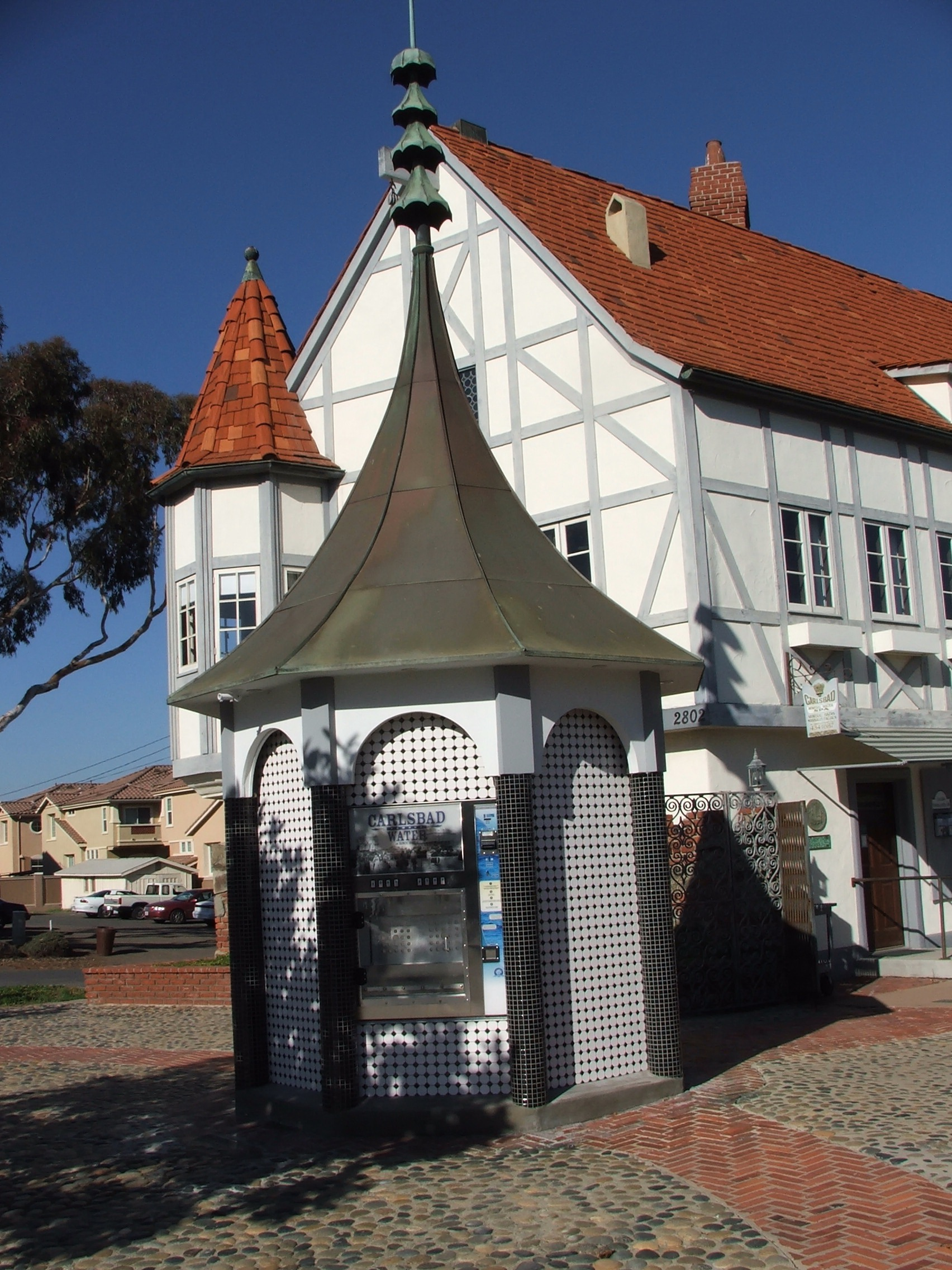
Centro de la ciudad Carlsbad con la fuente del agua mineral.

Tras el movimiento de reforma, algunas naciones europeas gradualmente desafiaron el poderío de España en algunos de sus territorios americanos, especialmente aquellos ubicados en la periferia de sus dominios. Después de 1620, Inglaterra comenzó la colonización de la zona noreste de Norteamérica, en lo que es ahora Nueva Inglaterra y Virginia. Hacia 1769, Inglaterra se encontraba mejor preparada para desafiar a España y se aventuró por el mar Caribe y hasta la costa de California. El interés ruso en la costa del Pacífico en el extremo noroeste de Norteamérica se combinó con el interés inglés en esta área, lo que incitó a España a lanzar la «Expedición Sagrada» para reclamar la propiedad de este vasto territorio desconocido.

## Geografía
Carlsbad se encuentra al norte del condado de San Diego, California, Estados Unidos. Se encuentra recostada sobre la costa del océano Pacífico.
De acuerdo con el Censo de los Estados Unidos, la ciudad tiene un área total de 105,6 km². 97,0 km² de tierra y 8,7 km² de (8,24%) de agua. La mayoría se encuentra en tres lagunas y un lago.

## Zonas Residenciales de Carlsbad

### Cuadrante Noroeste
La Zona Residencial noroeste de Carlsbad es la más antigua de la región. La zona está situada al norte de Palomar Airport Road y al oeste de El Camino Real. Aunque hay algunas urbanizaciones nuevas, en la zona existen muchos hogares unifamiliares y, en algunos casos, apartamentos y condominios. La antigüedad de muchos sectores en esta zona se puede percibir en la característica de algunas calles (en particular, Highland Drive) que carecen de aceras y/o alumbrado público. Por ejemplo en el caso de Highland Drive, la ciudad ha tomado la decisión de omitir mejoras para preservar la fisonomía urbana antigua.
Hosp Grove, es un bosque situado en la zona noroeste, junto con las lagunas Buena Vista y Agua Hedionda, la zona no ha sido afectada por las urbanizaciones y es uno de los centros recreativos de la ciudad. La laguna Buena Vista es objeto de controversia, ya que un grupo de ciudadanos ha lanzado una petición para detener al ayuntamiento en su intento de recalificar la zona para permitir nuevas urbanizaciones.
Artículo del San Diego Union Tribune 
- The Village (La Villa, en español), o centro de Carlsbad, está situado a lo largo del Carlsbad Village Drive (antes «Elm Avenue»[1]) el este de Carlsbad Boulevard (también Pacific Coast Highway o U.S. Route 101) y al oeste de la Interestatal 5. Está en proceso de remodelación, y posee muchas tiendas de antigüedades, tiendas y restaurantes.

- The Barrio fue el primer barrio en Carlsbad, construido hacia 1920. Está densamente poblado por hispanos y aloja el Centro de Información de la ciudad, una división española de la biblioteca pública de Carlsbad.

- Olde Carlsbad es el área al sur del lago Buena Vista, oeste de El Camino Real y norte de Cannon Road. Estas fueron las primeras fronteras originales de la ciudad de Carlsbad. El área contiene muchos edificios coloniales. Es la sección con mayor nivel socioeconómico de la ciudad, en la misma se encuentran carísimas mansiones y casas de una sola planta.

### Cuadrante noreste
La Zona noreste está situada al norte de Palomar Airport Road y al este de El Camino Real. Con la excepción de un centro comercial, la zona es casi exclusivamente residencial. La zona aloja numerosos condominios y casas unifamiliares.
- Calavera Hills es una de las muchas comunidades planeadas de Carlsbad, situada alrededor de la intersección de College y Carlsbad Village Drive (la comunidad limita al norte con Oceanside, Ciudad fronteriza). La parte occidental (fase I) fue construida en su mayor parte en 1980, y la porción oriental (fase II) se encuentra actualmente en construcción. Calavera Hills posee dos escuelas primarias, una escuela de secundaria, un gran parque para la comunidad, numerosos senderos, un lago artificial, unidades de apartamentos unifamiliares. Calavera Hills se subdivide en barrios, cada uno de los cuales es administrado por una asociación de propietarios de viviendas. Calavera Hills Middle School está ubicada en la zona. Gran parte de la comunidad, especialmente en los alrededores de Lake Calavera, se ha designado para espacios abiertos.

- Summerhouse es un área residencial construida en el 2005, al oeste está bordeada por College Boulevard y al este por la Reserva Natural de Calavera. Muchas casas tienen vistas de la reserva, y la delicada brisa marina en el verano crea un clima muy agradable.

- The Colony es un establecimiento residencial localizado justo al sur de la comunidad de Calavera Hills. Se destacan las casas con estilo colonial.

- Tanglewood es un complejo de condominios localizado entre Carlsbad Village Drive, El Camino Real y la Avenida de Lousia.

- Robertson Ranch es un nuevo complejo residencial localizado cerca de Tamarack Avenue, College Boulevard, y El Camino Real. Se estima que sea completado en el año 2010. Sitio Web de Reserva Calavera

- Sunny Creek es un desarrollo residencial para familias pequeñas ubicado cerca de College Boulevard este de El Camino Real.

- The Summit (sur) es un área residencial construida en una serie de colinas, cerca de El Camino Real, Tamarack Avenue, y Carlsbad Village Drive.

### Cuadrante sureste
La zona sureste está situada al este de El Camino Real y el sur de Palomar Airport Road. Es la zona más nueva de Carlsbad, con numerosas comunidades planeadas, especialmente Bressi Ranch (The Garden District), que es una urbanización nueva y exclusiva, más pequeña que Aviara. También se destacan las villas de La Costa, que están incluidas en el plan maestro de desarrollo urbano de La Costa Valley, y el casi terminado La Costa Oaks. La zona ha sido recientemente nombrada como uno de los 500 códigos postales más ricos de los Estados Unidos por la revista Forbes.
Zonas Residenciales
- Bressi Ranch es un desarrollo residencial de alta escala, de uso mixto al sureste de la intersección de El Camino Real y Palomar Airport Road. Las casas cuestan un promedio de 463 m² (4.985 sq ft)  a 583 m²(6.280 sq ft ).

- La Costa Greens Es una nueva zona residencial construida en las colinas al este de La Costa Resort North Golf Course, entre el propuesto Alga North Park y Alga Road. Muchas casas en La Costa Greens tienen hermosas vistas del océano y del campo de golf.

- La Costa Oaks es la segunda villa de La Costa y está ubicada al este de Ranch Santa Fe Road al final de La Costa Avenue.

- La Costa Ridge es la última sección de las villas de La Costa. La cúspide de los montes tuvieron que ser aplanadas para poder construir una magnífica vista al océano desde las mansiones.

- La Costa Valley Fue construida entre 1998 y 2001 cerca del límite de Carlsbad con Encinitas. La primera de las villas de La Costa fue desarrollada por Arbuckle Development.

- Rancho Carrillo es una comunidad rodeada de cañones y del histórico Leo Carrillo Ranch park. Cerca de la mitad de los cañones y colinas son reservas.

#### Demografía
- Total de casas: 14.489
- Población: 27.445
- Área: 8 km² (3 millas²)
- Edad promedia: 41,2 años
- Ingresos familiares: 104.850 dólares
- Promedio de casas: 910.371 dólares

### Cuadrante Suroeste

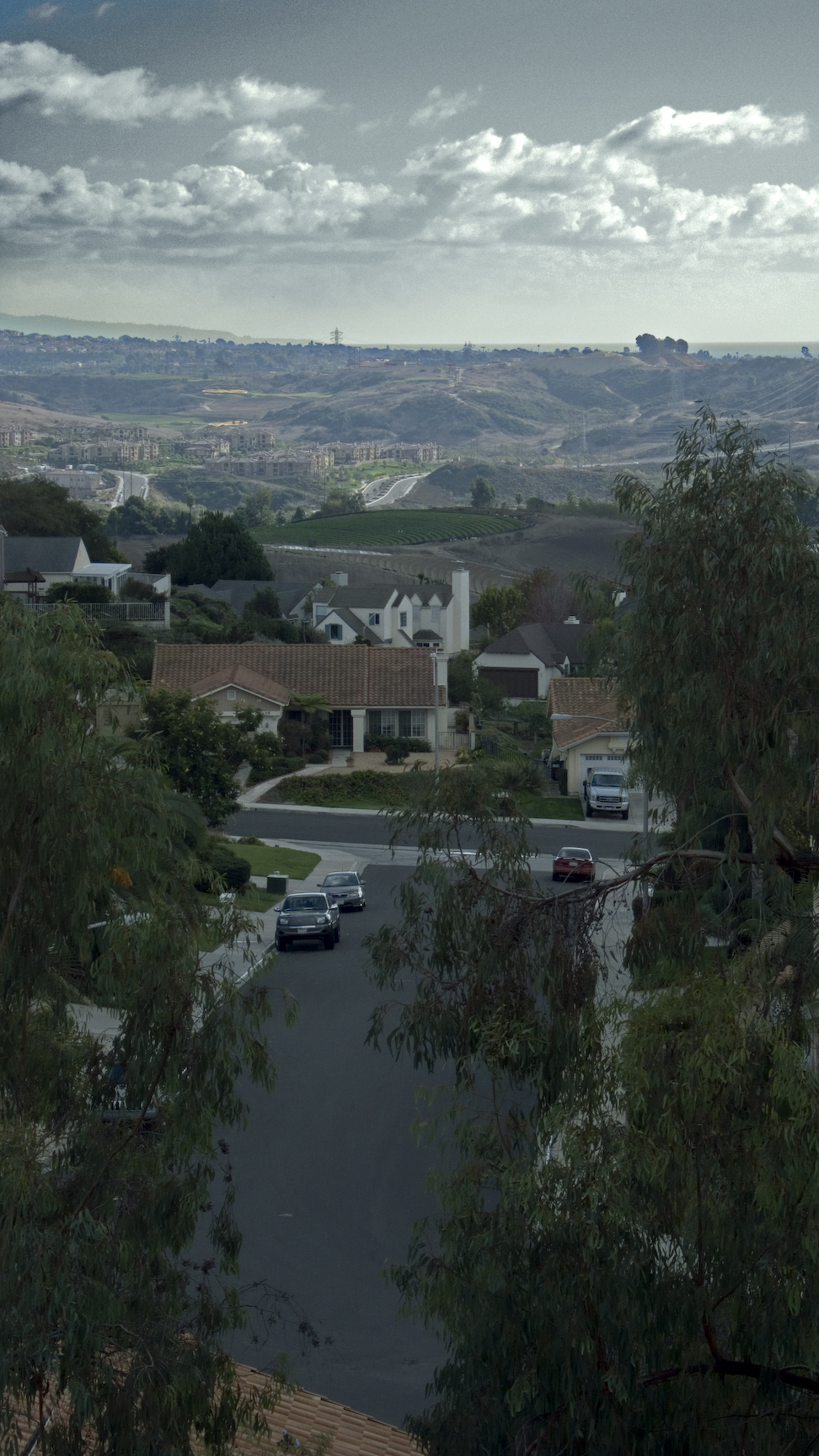
Cuadrante Suroeste de Carlsbad

#### Demografía
- Población: 5.050 habitantes
- Área: 4 km² (1,6 millas²)
- Edad promedia: 42,8 años
- Promedio de ingresos: 105.899 dólares
- Total de casas: 2.025
- Promedio de casas: 960.635 $
- Código postal: 92011

## Demografía

### Estimaciones
De acuerdo a las estimaciones de la San Diego Association of Governments, los ingresos familiares de Carlsbad en 2005 fueron de 89.364 dólares (no ajustada a la inflación).
De acuerdo a estimaciones hechas por "CBRE Demographic Report" en el 2005, una estimación promedia de ingresos familiares para la ciudad de Carlsbad fueron de: 106.459 dólares, 108.364 $ y 111.483 $, respectivamente, comparadas con los ingresos nacionales del 2005 de 44.805 dólares.

## Ciudades hermanas
Carlsbad tiene dos ciudades hermanas, designadas por Sister Cities International, Inc. (SCI):
- Futtsu, Japón
- Karlovy Vary, República Checa

## Compañías famosas y eventos
- Rockstar San Diego, sede.
- Instituto Gemológico de América, sede.
- Sierra Wireless, oficina de investigación y desarrollo, productos CDMA y EVDO.
- Callaway Golf Company, equipamiendo de golf.
- TaylorMade, equipamiendo de golf.
- K2 Sports, equipamiendo de deportes de invierno.
- Invitrogen, compañía  biotecnológica de Life science technology.
- Biogrammatics, compañía biotecnológica especialista en Pichia pastoris.
- Upper Deck, deportes y entertainment trading card manufacturer.
- Torneo de Carlsbad de tenis femenino, WTA 1000.

## Películas Filmadas
- America Psyche, 2007
- Banned from Television, 1998
- Blind Ambition, 2007
- Price for Peace, 2002
- Treasure, 1990
- Paranormal activity 2, 2010 (se anuncia al inicio que es el lugar donde se desarrollan los hechos de la película)

## Atracciones
- Legoland California
- Armada and Academia Naval (Red Apple Inn)
- Campos de flores de Carlsbad Ranch
- Playas de Carlsbad
- Parques para patinar
- Lago Batiquitos
- Lago Buena Vista
- Lago Carlsbad
- Sociedad Histórica de Carlsbad
- Museum of Making Music
- Carlsbad Village Farmers' Market
- The Carlsbad Premium Outlets
- Ron-Ron's Farmer's Market

### Escuelas
- Distrito Escolar Unificado de Carlsbad

#### Escuelas Secundarias
- Carlsbad High School Home of the Lancers
  - CHS Marching Lancers and Wind Symphony
- La Costa Canyon High School
- Véase también CHSTV, los estudiantes tienen su propia estación de televisión de Carlsbad

#### Escuelas Primarias
- Calavera Hills Middle School
- Valley Middle School
- Aviara Oaks Middle School

#### Academias
- Carlsbad Seaside Academy (Estudios Independientes)

#### Escuelas Privadas
- Army and Navy Academy:Preparatoria Militar
- Escuela Pacific Ridge
- Escuela St. Patrick
- Escuela de Artes y Ciencias Montessori
- Escuela primaria Beautiful Saviour Lutheran  Archivado el 26 de noviembre de 2021 en Wayback Machine.
- The Academy by the Sea: Camp Pacific
- Palisades Point Christian Academy

## Residentes notables actuales y pasados
- Adam Brody, actor de películas y televisión; Seth Cohen en The O.C.
- Leo Carrillo, actor, dibujante periodístico y conservacionista, y dueño del Rancho Leo Carrillo en Carlsbad[2]
- Jon Foreman, cantante principal, guitarrista, y cofundador de la banda de rock alternativo Switchfoot
- Ryan Guy, jugador profesional de fútbol en Irlanda
- Tony Hawk: ex-residente; vive ahora en Encinitas
- Michellie Jones, triatleta profesional australiana
- Rod Laver, tenista profesional retirado, considerado por muchos como uno de los 5 mejores jugadores de la historia del tenis[3]
- Jean Peters, actriz de cine y esposa de Howard Hughes
- Bridget Regan, actriz conocida por interpretar a la confesora Kahlan Amnell en la serie de televisión Legend of the Seeker
- Shaun White, un snowboarder y skater profesional, dos veces medalla de oro en los Juegos Olímpicos; actualmente reside en Rancho Santa Fe.
- Víctor Villaseñor escritor y orador público mexicano-americano.